# Scleria triquetra
Scleria triquetra är en halvgräsart som beskrevs av Mark T. Strong. Scleria triquetra ingår i släktet Scleria och familjen halvgräs. Inga underarter finns listade i Catalogue of Life.